# Argas moreli
Argas moreli är en fästingart som beskrevs av Keirans, Hoogstraal och Clifford 1979. Argas moreli ingår i släktet Argas och familjen mjuka fästingar.
Artens utbredningsområde är Peru. Inga underarter finns listade i Catalogue of Life.